# Clavulinopsis aurantiocinnabarina
Clavulinopsis aurantiocinnabarina är en svampart som först beskrevs av Ludwig David von Schweinitz, och fick sitt nu gällande namn av Corner 1950. Clavulinopsis aurantiocinnabarina ingår i släktet Clavulinopsis och familjen fingersvampar.   Inga underarter finns listade i Catalogue of Life.